# Ordre de décharge
L'ordre de décharge(en russe : Разрядный приказ, Razryadny Prikaz), ou département de la Défense frontalière, plus simplement la décharge (en russe : Разряд, Razriad), était une prikaze, unité de l'administration centrale, en charge sous la grande-principauté de Moscou puis sous le tsarat de Russie des gens de services, de l'administration militaire, du service côtier et de la protection des villes aux frontières du pays du XVe siècle au début du XVIIIe siècle.
L'ordre était sous le contrôle de la Douma des boyards et de l'Okolnitchy. Il avait la charge de gérer des territoires sous contrôle militaire, les razriads, et s'est progressivement fait connaître sous le nom de grande décharge de Moscou (en russe : Московским Большим Разрядом, Moskovskim Bolchim Razriadom). À partir de 1677, l'ordre est régi par les oukazes impériaux, et est dissout à cause de la création du Sénat dirigeant en 1711.

## Histoire et fonctionnement
L'institution n'a pas de date de création claire, et s'est constituée progressivement au XVe siècle. Il est mentionné pour la première fois dans des documents officiels en 1534/35 et 1537/38.
Dès la fin du XVe siècle, l'ordre se constitue en différents départements avec des fonctions différentes, chargés des relations avec le Trésor, l'armée, de l'analyse des conflits locaux et autres. L'Ordre acquit la fonction de changer de grade les militaires de l'armée. L'ordre procédait à des inspections des militaires pour vérifier leur état, leur salaire, leur connaissance.
L'unité devait aussi organiser le service côtier (ru), service de protection et de défense des frontières sud et sud-est de l'État russe contre les raids ennemis, avec des forteresses sur le long des principaux cours d'eau (Oka, Don, Oupa, etc.). Plus généralement, l'ordre devait construire (comme Parfenievo) et entretenir des fortifications et autres places fortes. Par ailleurs, lorsque des boyards étaient en conflits avec le Mestnichestvo, l'Ordre pouvait intervenir dans la résolution des conflits. L'ordre assistait les boyards pour les enquêtes et les exécutions des peines, dont dans le domaine des crimes politiques, en lien avec la boyard des Doumas. Dans le sud de la Russie d'alors, l'ordre gérait plusieurs villes.
En temps de guerre, ses fonctions étaient considérablement élargies, devenant un des principaux moyens pour le tsar de commander ses troupes. Outre la guerre, l'Ordre devait gérer les gardes, fournir aux militaires des terres et des salaires et gérer les stanitsas. Au XVIIe siècle, le gouvernement russe tenta de concentrer toute la comptabilité du personnel militaire au sein de l'ordre. L'ordre pouvait punir ceux qui ne se présentaient pas pour leur service militaire.
Il dressait la liste des cérémonies officiels, comme les réceptions d'ambassadeurs étrangers, les mariages des membres des grandes familles et de leurs proches ainsi que l'attribution de titres militaires. Il compilait aussi des listes sur les boyards, sur des localités et sur des militaires.
L'ordre était divisé en départements : Moscou, Novgorod, Vladimir, Belgorod, Sevsk, lui dédié au Mestnichestvo, lui dédié à la comptabilité et lui pour le recrutement des greffiers et autres officiels (département prikaznoï). L'ordre possédait un dirigeant, obéissant au tsar.
Il donna aussi naissance à d'autres prikazes, dont l'Ordre du Palais de Kazan (ru) et l'Ordre sibérien (ru). Lorsque les razriads (en) sont créés au XVIe siècle, type de subdivision administrative militaire, l'Ordre en a la gestion exclusive.
À partir de 1666, l'ordre est responsable du quartier de Nemetskaïa sloboda à Moscou, ancien quartier « allemand » de la ville.
En janvier 1682, la Chambre des affaires généalogiques est créée au sein de l'ordre. Elle était chargée de recueillir les listes généalogiques des familles nobles en Russie, sur ceux ayant eu des rangs élevés dans l'administration, les principales familles nobles des villes et les princes sibériens entre autres. Après la mort du tsar Fédor III, le travail fut interrompu, avant de reprendre en 1685. Les travaux ont été achevés partiellement en juin-juillet 1688, avec 630 tableaux généalogiques provenant d'environ 560 familles nobles (dont 7 tableaux rajoutés entre octobre 1688 et janvier 1692).
Avec la création du Sénat dirigeant en 1711 par le tsar Pierre le Grand, un département reprenant les attributions de l'ordre est créé au sein du sénat, tandis que l'ordre de décharge est lui dissout.

### Actes
Actes de l'ordre de décharge du tsarat de Russie : 
- (ru) Actes du tsarat de Russie, publiés par l'Académie impériale des sciences. Tome I. Ordre de décharge. Département de Moscou. 1571-1634, Moscou, 1890 (lire en ligne)
- (ru) Actes du tsarat de Russie, publiés par l'Académie impériale des sciences. Tome II. Ordre de décharge. Département de Moscou. 1635-1659, Moscou, 1894 (lire en ligne)
- (ru) Actes du tsarat de Russie, publiés par l'Académie impériale des sciences. Tome III. Ordre de décharge. Département de Moscou. 1660-1664, Moscou, 1901 (lire en ligne)